# Amanda Todd
Amanda Michelle Todd (Port Coquitlam, Columbia Británica, Canadá; 27 de noviembre de 1996-ibidem, 10 de octubre de 2012) fue una estudiante canadiense conocida por un caso de ciberacoso que la llevó al suicidio. Antes de su fallecimiento, publicó un vídeo en YouTube de nueve minutos de duración en el que relataba sus experiencias (chantaje, acoso escolar y agresión física). Dicho vídeo llegó a ser un «fenómeno viral» a raíz de su muerte e incluso fue noticia en los medios internacionales de comunicación.
La Policía Montada del Canadá y el servicio forense del estado iniciaron investigaciones para indagar en los motivos del suicidio.
Todd era alumna de secundaria del Instituto CABE de Coquitlam, centro especializado en atender a jóvenes con experiencias traumáticas.
En respuesta ante el acto de la joven, la primera ministra de Columbia Británica, Christy, publicó un comunicado por internet en el que expresaba sus condolencias por la pérdida y sugirió tomar medidas contra el ciberacoso además de exigir información en las escuelas sobre el acoso escolar en todos los sentidos.

## Suicidio, ciberacoso, agresiones y marginación social
El 7 de septiembre de 2012 la joven colgó en YouTube un vídeo de nueve minutos de duración titulado: My Story: Struggling, bullying, suicide and self-harm (Ansiedad, acoso, suicidio y autolesiones) en el que mediante mensajes escritos en tarjetas explicaba sus experiencias. Un mes después y coincidiendo con su muerte el vídeo atrajo la atención de la opinión pública y el 13 de octubre ya había recibido más de 1 600 000 visitas.
Durante el video, Amanda explica que mientras estudiaba el séptimo grado (2009-2010) se mudó con su padre y empezó a usar el videochat para interactuar con nuevos amigos, uno de ellos, un anónimo, la convenció para que le enseñara los pechos por la webcam. Poco después su vida pasó a convertirse en una pesadilla cuando este anónimo empezó a chantajearla con publicar su topless a todos sus contactos si no accedía a hacerle un «baile online» (posiblemente un estriptis).
La Navidad de ese año, Amanda recibió la visita de la policía a las 04:00 a. m. (hora local), los cuales le informaron de que la foto de sus pechos había sido enviada a todos sus contactos. Ante esta noticia, la joven cayó en depresión, ansiedad y en un trauma profundo. Finalmente volvería a mudarse con sus padres a otro hogar y empezó una nueva vida en otro colegio, aunque en esta ocasión cayó en el consumo de alcohol y estupefacientes.
Un año más tarde, el individuo volvió a aparecer. De nuevo conocía los nombres de los nuevos contactos de Amanda y el nombre de su nueva escuela. Además, creó una página en Facebook que utilizaba su fotografía en topless como imagen de perfil, y contactó con todos sus compañeros de clase en la nueva escuela. De nuevo Amanda fue objeto de acoso, y comenzó a autolesionarse. Finalmente, cambió de una escuela a otra nuevamente. Ella cuenta en el vídeo que todo estaba mejor, aunque se sentaba sola durante la hora del almuerzo. Escribió que un mes después, comenzó a charlar con un «viejo amigo», que se comunicó con ella. El amigo comenzó una relación «amorosa» virtual con Amanda, quien se sentía sola y creía que él la quería, cuando en realidad a él solo le interesaba conseguir mantener relaciones sexuales con la joven mientras su novia estaba de vacaciones. A la semana siguiente, Amanda recibió un mensaje de texto que decía «sal de la escuela». La novia del chico y un grupo de otras quince personas incluyéndolo a él, enfrentaron a Amanda fuera de la escuela, gritándole insultos. Alguien le gritó a la novia del chico que la golpease y ella tiró a Amanda al suelo y comenzó a darle puñetazos; el incidente fue grabado por algunos en sus teléfonos móviles y la joven finalmente quedó sola y tirada en el suelo. Amanda cuenta que mintió y dijo que todo había sido su culpa y su idea, esto para proteger al chico, pues pensaba que él la quería. Tras el ataque, Amanda permaneció oculta en una zanja, donde su padre la encontró. Al llegar a casa, Amanda intentó suicidarse bebiendo blanqueador para la colada, pero sobrevivió después de ser trasladada al hospital y sometida a un lavado de estómago. «Me mató por dentro y de hecho pensé que iba a morir», comentó Amanda en su vídeo. Luego de regresar del hospital, Amanda leyó comentarios crueles e hirientes en las redes sociales sobre el incidente del blanqueador. Amanda se cambió a otra ciudad con su madre, y decidió no presentar ningún cargo por lo sucedido, pues ella quería continuar con su vida. Seis meses más tarde, otros mensajes y comentarios abusivos seguían siendo publicados en los sitios de redes sociales. El estado mental y emocional de Amanda empeoró y sufrió de ansiedad y depresión. En el video cuenta que un mes atrás, había sido ingresada de nuevo en un hospital por sobredosis de antidepresivos a pesar de tener recetas prescritas.
El 10 de octubre de 2012, alrededor de las 18:00 PM, Amanda se suicidó colgándose en una esquina de su cuarto (esto lo confirmó en su perfil de ASK.fm de la mejor amiga de Amanda, «Ashley Carpenter»). No hubo un último video antes de morir que se subiera a YouTube. Pero si hay un segundo video grabado antes de quitarse la vida que fue hallado en el teléfono móvil de su madre y se considera clave para entender la causa de su decisión. Dicho vídeo, Carol Todd, la madre de Amanda, no lo pudo ver, pero los investigadores lo consideran clave para conocer que llevó a la joven víctima de ciberacoso a quitarse la vida.